# Mierzęcin (Pawłowiczki)
Pour les articles homonymes, voir Mierzęcin.
Mierzęcin est une localité polonaise de la gmina de Pawłowiczki, située dans le powiat de Kędzierzyn-Koźle en voïvodie d'Opole.